# M 92 (звёздное скопление)
Messier 92 (англ. M 92, NGC 6341, рус. Мессье 92) — шаровое звёздное скопление в созвездии Геркулеса.

## История открытия

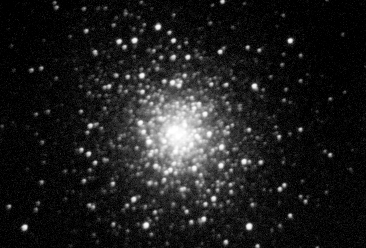
Изображение скопления M 92, полученное с помощью небольшого телескопа.

Скопление было открыто Иоганном Элертом Боде 27 декабря 1777 года и независимо переоткрыто Шарлем Мессье 18 марта 1781 года. В этот же день Мессье внёс в каталог 8 других объектов, галактик из скопления Девы (M 84-M 91).
Уильям Гершель в 1783 году был первым, кто выделил в скоплении отдельные звезды.

## Интересные характеристики

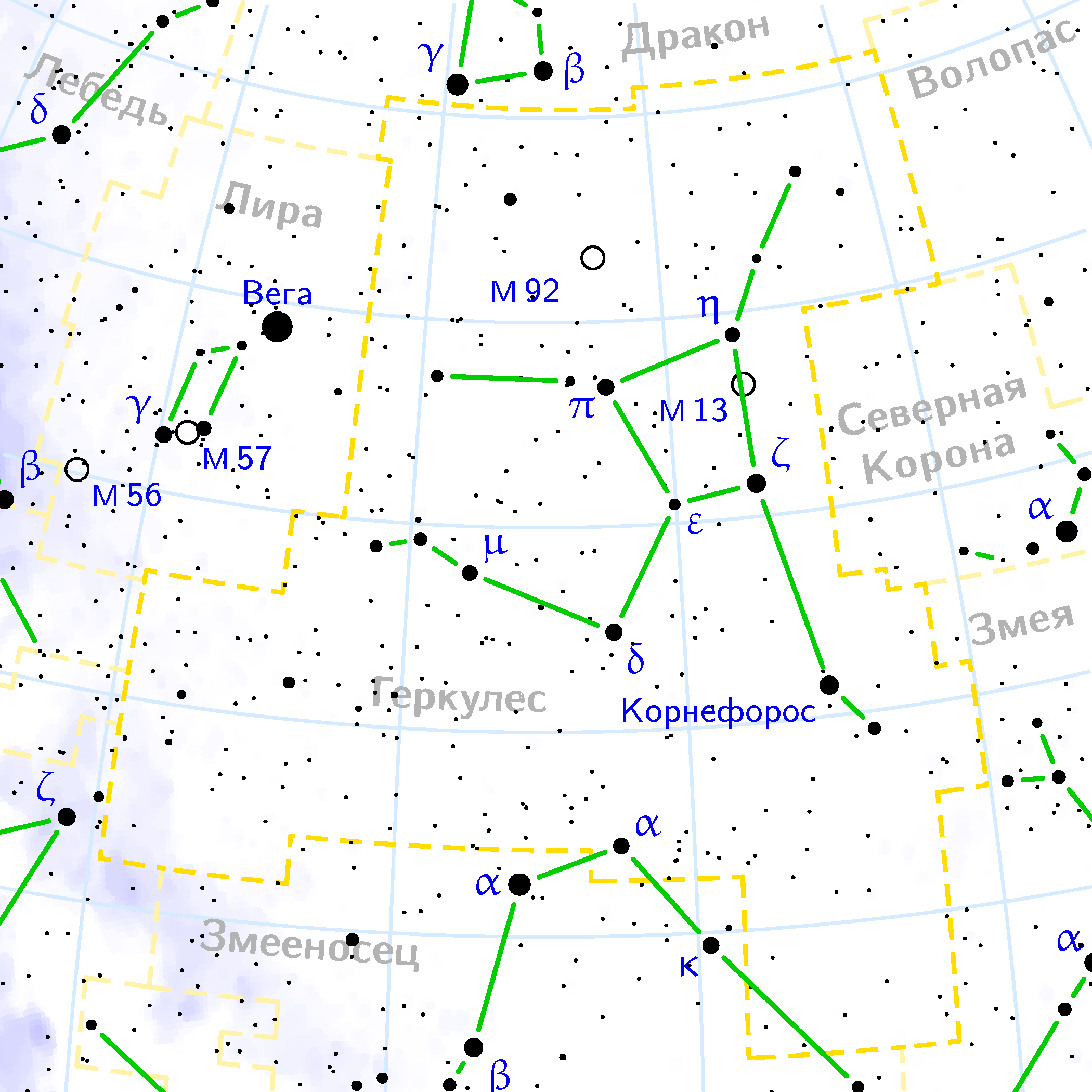
M 92 в Созвездии Геркулеса

M92 находится на расстоянии 26 000 световых лет от Земли.
M 92 — одно из ярчайших шаровых скоплений в Северном полушарии. Однако его часто не замечают из-за близости к ещё более яркому скоплению M 13.
Скопление M 92 приближается к нам со скоростью 112 км/с.

## Наблюдения
M 92 — блестящий объект, видимый невооружённым глазом при очень хороших условиях. Наилучшие условия для наблюдения в северном полушарии — летом.
Для любой оптики скопление является прекрасным объектом наблюдения.

## Разное
В соответствии с эклиптической высотой M 92 (65,9°), северный Полюс Мира, прецессируя с периодом около 25 800 лет, иногда проходит ближе чем в 1 градусе от скопления. Это ближе, чем современное угловое расстояние Полярной звезды от Полюса мира. Таким образом, это скопление станет «Polarissima Borealis», или «Северным скоплением», через 14 000 лет (в 16 000 г. н. э.), как это было около 12 000 лет назад (в 10 000 г. до н. э.).

## Изображения
Гал.долгота 68.3384° 

Гал.широта +34.8589° 

Расстояние 26 700 св. лет